# Gázmúzeum
A Gázmúzeum, teljes nevén Fővárosi Gázművek Zrt. Gázmúzeum egy magyar ipartörténeti múzeum volt, amely 1994 és 2012 között működött a volt Józsefvárosi Gázgyár területén.

## Története
A Gázmúzeum 1994-ben dr. Vámos Éva (Országos Műszaki Múzeum megbízott igazgatója) javaslata alapján és támogatása segítéségével jött létre a Fővárosi Gázművek Rt. józsefvárosi telephelyén, a volt Józsefvárosi Gázgyár területén (II. János Pál pápa tér 20.), egy 1993-ban emelt épületben. A kiállítási tér nagysága körülbelül 300 m2 volt. A múzeum célja a budapesti gázipar történetének bemutatása volt. 1995-ben nyílt meg a Budapest Főváros gázszolgáltatásának kezdete 1856-tól 1945-ig című állandó kiállítás. Alig 2 évvel a megnyitás után, 1996-ban a gyűjtemény szakmúzeumi rangot kapott, és ekkor készült el a 140 éves a fővárosi gázszolgáltatás című újabb kiállítás. 2006-ban, a budapesti gázszolgáltatás 150 éves évfordulója kapcsán újították meg az állandó kiállítás. A múzeum időszaki kiállításokat is rendezett. A múzeum mellett állították ki az Óbudai Gázgyár régi gőzmozdonyát is.
A kiállítás számos gáziparral kapcsolatos tárgyat mutatott be (pl. főzők, sütők stb.), külön kiemelkedő volt ezek közül az 1971-es városi gázról földgázra való átállítás követően összegyűjtött számos régi gázkészülék. A múzeum saját raktárral is rendelkezett, ahol a kiállításon el nem férő térképeket, fényképeket, könyveket, folyóiratokat helyezték el. A múzeum részt vett a pedagógiai tevékenységben általános- és középiskolások, illetve egyetemisták részére kidolgozott foglalkozásokkal. Régi gázgyári dolgozók is előszeretettel keresték fel különböző relikviák bemutatásával.
A múzeumot 2010-es nyugdíjba vonulásáig dr. Gulyásné Gömöri Anikó vezette. Ezt követően gyorsan megindult a múzeum hanyatlása. 2011-ben felmentették az újonnan kinevezett igazgatót, 2012-ben megszüntették a kiállítási teret más funkciót adva annak. 2015-ben a gyűjteményt is elszállították onnan, a Budapest XIV. kerületi Angol utca 81. alatt lévő raktárba.

## Kiadványok
A múzeum jelentős könyvkiadási tevékenységet folytatott, fennállása alatt több kiadványa jelent meg. Ennek keretében feldolgozták a budapesti gázgyárak (Józsefvárosi Gázgyár, Ferencvárosi I. számú Gázgyár, Ferencvárosi II. számú Gázgyár, Újpesti Gázgyár, Budai Gázgyár, Óbudai Gázgyár) történetét, írásos ismertetőt készítettek a kiállításról, és a nagy sikerű Tájak–Korok–Múzeumok Kiskönyvtára című sorozatban is megemlékeztek a múzeumról a következő könyvekben, füzetekben:
- Dr. Gulyásné Gömöri Anikó: Budapest – Gázmúzeum, TKM Egyesület, Budapest, 1998 (Tájak–Korok–Múzeumok Kiskönyvtára-sorozat 593. kötet)[3]
- Dr. Gulyásné Gömöri Anikó – Dr. Balogh András – Vadas Ferenc: Az első gázgyár, Fővárosi Gázművek Zrt., Budapest, 1999, ISBN 963-03-7891-4
- Dr. Gulyásné Gömöri Anikó – Dr. Balogh András – Vadas Ferenc: Fiókgázgyárak Budapesten, Fővárosi Gázművek Rt., Budapest, 2001,  helytelen ISBN kód: 963007236
- Dr. Gulyásné Gömöri Anikó – Dr. Balogh András – Vadas Ferenc: Az óbudai gázgyár, Fővárosi Gázművek Zrt., Budapest, 2004, ISBN 963-217-207-8[4]
- Dr. Gulyásné Gömöri Anikó – Dr. Balogh András – Vadas Ferenc: A fővárosi gázszolgáltatás 150 éve, Fővárosi Gázművek Zrt., Budapest, 2006, ISBN 963-06-1114-7
- Dr. Gulyásné Gömöri Anikó: Gázmúzeum kiállításának ismertetője, h. n., é. n. (angol nyelven is megjelent)

Készültek kiadványok az időszaki kiállításokról is.

## Egyéb irodalom
- (főszerk.) Balassa M. Iván: Magyarország múzeumai. Múzeumlátogatók kézikönyve, Vince Kiadó Kft., Budapest, 2001, ISBN 963-9192-93-7

## Kapcsolódó lapok
- Budapest múzeumainak listája